# Devonia perrieri

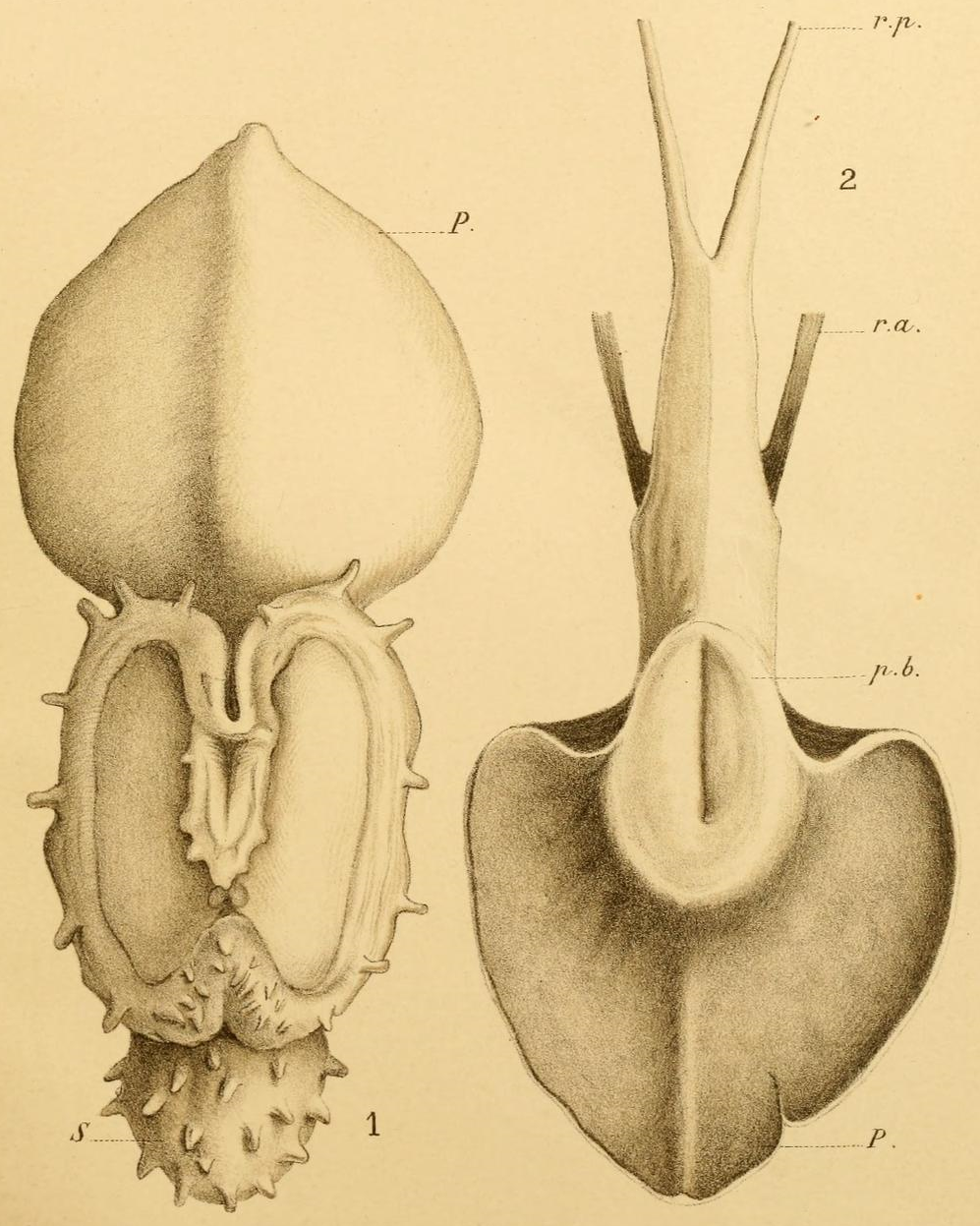
Weichkörper von Devonia perrieri. 1. Ansicht von oben: P=Fuß, S=Sipho. 2. Unterseite (ohne Gehäuse). P=Fuß, r.p.= hintere Retraktormuskeln, r.a.=vordere Retraktormuskeln, p.b.=saugnapfartige Vertiefung in der Fußscheibe. Der über das Gehäuse geschlagene Mantel und der Sipho sind mit Papillen besetzt.

Devonia perrieri ist eine Muschel-Art aus der Familie der Linsenmuscheln (Montacutidae). Sie lebt kommensal auf der Seegurke Leptosynapta inhaerens (O. F. Müller, 1776). 

## Merkmale
Das gleichklappige, flache, ständig klaffende Gehäuse wird bis fünf Millimeter lang. Es ist im Umriss schief gerundet-rechteckig. Das Länge-/Höhe-Verhältnis liegt bei etwa 1,4. Das Gehäuse ist ungleichseitig, die Wirbel liegen deutlich hinter der Mittellinie, etwa ein Drittel der Gehäuselänge vom Hinterende entfernt. Es ist zum oberen Vorderende hin deutlich verlängert. Der vordere Dorsalrand ist fast gerade, er fällt zum Vorderende nur flach ab. Der Vorderrand wirkt durch einen (gerundeten) Knick vom Dorsalrand zum Vorderrand leicht abgestutzt. Der Übergang vom Vorderrand zum Ventralrand ist weiter gerundet. Der hintere Dorsalrand ist konvex gekrümmt und fällt stärker zum Hinterende hin ab. Der Hinterrand ist nur flach gerundet. Der Übergang vom Hinterrand zum Ventralrand ist weit gerundet. Der Ventralrand ist flach konvex gekrümmt. 
Das sehr schmale, kurze Ligament liegt intern in einer flachen, nach hinten gerichteten Vertiefung hinter den Wirbeln. Das Schloss ist zahnlos. Gelegentlich ist vor der Ligamentgrube ein sehr kleiner Höcker vorhanden. Die Mantellinie ist vollständig. Die beiden Schließmuskeln sind im Wesentlichen gleich groß. Der vordere Schließmuskel ist länglich-elliptisch, der hintere Schließmuskel eher rundlich. Der Mantel kann das Gehäuse in den Randbereichen umschließen, Sipho und Mantel sind außen mit kurzen Papillen besetzt. Erwachsene Tiere können den Weichkörper nicht mehr komplett in das Gehäuse zurückziehen. 
Die weißliche, oft bräunlich getönte Schale ist dünn und transparent. Die Oberfläche ist fast glatt mit feinen randparallelen Linien und gröberen Linien, die durch Wachstumsunterbrechungen entstanden sind. Außerdem sind häufig sehr feine radiale Linien vorhanden. Der Innenrand des Gehäuses ist glatt. Das Periostracum ist ein dünner durchsichtiger Überzug. Oft haben die Wirbel rostfarbene Ablagerungen.

## Geographische Verbreitung, Lebensraum und Lebensweise
Das Verbreitungsgebiet von Devonia perrieri reicht von den Britischen Inseln bis zur Iberischen Halbinsel. Sie kommt auch an der amerikanischen Ostküste bei Cape Cod vor.
Die Tiere leben kommensal mit Leptosynapta inhaerens (O.F. Müller, 1776) in kiesigem Sand. Sie halten sich mit dem scheibenförmigen Fuß am Körper der Seegurke fest, hauptsächlich im hinteren Teil des Körpers, seltener auch an den Tentakeln. 

## Taxonomie
Der Artname wurde von A. E. Mallard 1904 als Synapticola perrieri vorgeschlagen. Synapticola Malard, 1904 ist aber durch Synapticola Voight, 1892 präokkupiert. Daher schlug Ronald Winckworth 1930 Devonia als Ersatzname vor. Gattung und Art werden von der MolluscaBase als gültige Taxa akzeptiert.

## Belege

### Online
- Marine Bivalve Shells of the British Isles: Devonia perrieri (Malard, 1904) (Website des National Museum Wales, Department of Natural Sciences, Cardiff)
- Marine Species Identification Portal: Devonia perrieri (Malard, 1904)